# Giambattista Spinola (Kardinal, 1615)

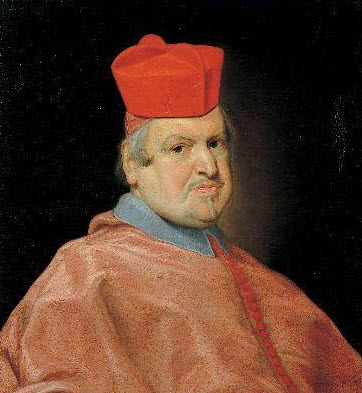
Giambattista Kardinal Spínola (der Ältere)

Kardinalswappen

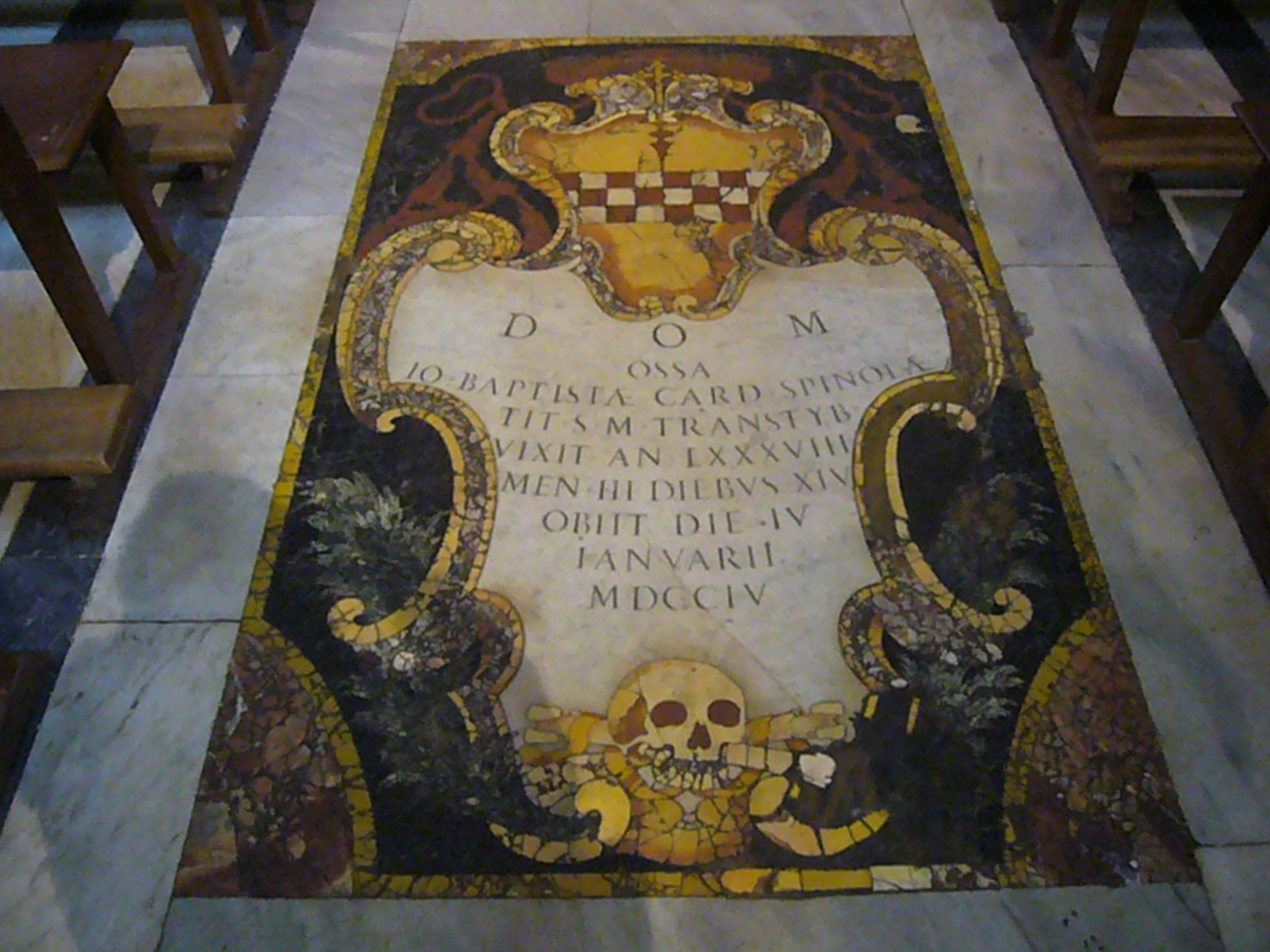
Grabplatte (Kirche San Salvatore delle Coppelle, Rom)

Giambattista Spinola genannt der Ältere, auch Giovambattista Spinola, (* 20. September 1615 in Madrid; † 4. Januar 1704 in Rom) war Kardinal der Römischen Kirche.

## Leben
Er entstammte der berühmten genuesischen Familie Spinola und war das vierte der zwölf Kinder des Luca Spinola und dessen Ehefrau Battina Lomellini. Giambattista Spinola war ein Neffe des Kardinals Giandomenico Spinola und Onkel der Kardinäle Giovanni Battista Spinola dem Jüngeren und Niccolò Spinola. Weitere Kardinäle aus derselben weitverzweigten Familie waren Agostino Spinola, Filippo Spinola, Orazio Spinola, Agustín Spínola, Giulio Spinola, Giorgio Spinola, Giovanni Battista Spinola, Girolamo Spinola und Ugo Pietro Spinola. Er wurde zum Doctor iuris utriusque promoviert und empfing die Diakonenweihe.
Am 18. Mai 1648 wurde Giambattista Spinola zum Erzbischof von Acerenza e Matera ernannt, unter Dispens davon, dass er noch nicht die Priesterweihe empfangen hatte. Die Bischofsweihe spendete ihm am 14. Juni 1648 in der Basilika Santa Maria Maggiore Kardinal Giulio Cesare Sacchetti. Am 10. November 1664 wurde er zum Erzbischof von Genua ernannt, dieses Amt musste er am 16. März 1681 gezwungenermaßen aufgeben. Papst Clemens X. ernannte ihn zum Sekretär der Kongregation für die Bischöfe und Regularkleriker. Vom 26. Oktober 1675 bis zum 1. September 1681 war er Gouverneur von Rom und Vize-Camerlengo der Römischen Kirche.
Im Konsistorium vom 1. September 1681 nahm Papst Innozenz XI. ihn in das Kardinalskollegium auf, er war die prima creatura dieses Papstes. Den Kardinalshut und die Titelkirche Santa Cecilia erhielt Spinola am 22. September desselben Jahres. Er nahm am Konklave 1689 teil, das Papst Alexander VIII. wählte. Vom 8. Januar 1691 bis zum 9. Januar des folgenden Jahres war er Kämmerer des Heiligen Kardinalskollegiums. Er war Teilnehmer des Konklave 1691, bei dem Innozenz XII. zum Papst gewählt wurde. Am 20. Februar 1696 wechselte Giambattista Spinola zur Titelkirche Sant’Agnese fuori le mura und am 7. April 1698 zu der von Santa Maria in Trastevere. Am Konklave 1700, aus dem Clemens XI. als Papst hervorging, nahm er ebenfalls teil.
Giambattista Spinola starb am 4. Januar 1704 gegen ein Uhr mittags und wurde in der römischen Kirche San Salvatore delle Coppelle vor dem Hauptaltar beigesetzt.